# Torneo de Apertura ARUSA 2022
El Torneo de Apertura Arusa de 2022 fue una edición del torneo de rugby para los clubes de primera división de Chile.
El torneo se disputó desde el 2 de abril hasta el 21 de mayo.

## Sistema de disputa
Cada equipo disputó encuentros frente a cada uno de sus rivales en condición de local y de visitante, totalizando 6 partidos cada uno.
El equipo que al finalizar en la primera posición se declaró como campeón del torneo.
Puntuación
Para ordenar a los equipos en la tabla de posiciones se los puntuará según los resultados obtenidos.
- 4 puntos por victoria.
- 2 puntos por empate.
- 0 puntos por derrota.
- 1 punto bonus por ganar haciendo 3 o más tries que el rival.
- 1 punto bonus por perder por siete o menos puntos de diferencia.

## Clasificación
| Pos. | Equipo               | Encuentros | Encuentros | Encuentros | Encuentros | Tantos | Tantos | Tantos | PB | PB | Puntos |
| Pos. | Equipo               | PJ         | PG         | PE         | PP         | F      | C      | Dif    | BO | BD | Puntos |
| ---- | -------------------- | ---------- | ---------- | ---------- | ---------- | ------ | ------ | ------ | -- | -- | ------ |
| 1.º  | COBS                 | 6          | 6          | 0          | 0          | 212    | 143    | +69    | 3  | 0  | 27     |
| 2.º  | Universidad Católica | 6          | 5          | 0          | 1          | 193    | 119    | +74    | 3  | 1  | 24     |
| 3.º  | Old Boys             | 6          | 4          | 0          | 2          | 208    | 145    | +63    | 5  | 1  | 22     |
| 4.º  | Old Macks            | 6          | 3          | 0          | 3          | 150    | 126    | +24    | 2  | 1  | 15     |
| 5.º  | Stade Francais       | 5          | 1          | 0          | 4          | 146    | 197    | -51    | 5  | 1  | 10     |
| 6.º  | PWCC                 | 6          | 0          | 0          | 6          | 136    | 250    | -114   | 4  | 2  | 6      |
| 7.º  | Sporting Rugby Club  | 5          | 1          | 0          | 4          | 88     | 153    | -65    | 1  | 0  | 5      |

- El partido entre Sporting y Stade Francais fue cancelado.

|  | Campeón. |